# Башкирские народные обычаи
Башкирские народные обычаи  — закономерности бытования людей и взаимоотношения между людьми у башкир.
Истоки башкирских обычаев исходят к историческим корням народа, его верованиям, уровню образованности и познаниям об окружающем мире. На протяжении истории башкирам было необходимо рационально вести хозяйство, выработать и соблюдать нормы морали и нравственности, для этого были выработаны и развивались определённые социальные нормы поведения.
Башкиры на протяжении своей истории прошли через доклассовое общество, социалистический этап развития, дважды через капитализм при наличии ряда религиозных верований. Все это наложило свои особенности на народные обычаи.

## Запреты
На поведение башкир накладывалось множество запретов. Нельзя, например, зимой копать землю — она спит, трогать залежавшийся камень. Поскольку левая рука считалась нечистой, то рекомендовалось, для достижения лучших результатов, начинать дело правой рукой, ею же хозяин подаёт гостю посуду с едой и напитками и принимает её обратно с объедками. Левой рукой сморкались.
Поскольку считалось, что от женщины исходит вредоносная магия, то ей нельзя было пересекать дорогу мужчине (даже мальчику), не рекомендовали посещать мечети (молиться дома), посещать кладбища.
Посещая мечеть, башкир, как и всякий мусульманин, должен был следить за тем, чтобы переступить её порог правой ногой, а выходя из мечети — переступить порог левой ногой. В мечетях запрещалось закрывать входные двери, использовать для освещения в светильниках нечистое масло, приводить маленьких детей и др.
Запреты в принятии пищи: запрещалось спиртное, блюда из свинины, из падали, хлеб нельзя резать ножом — только ломать на ломтики, еду нельзя брать двумя пальцами — минимум тремя. Во время поста весь день запрещалось пить и есть, можно только глотать слюну. Кто не мог (исключая больных и детей), вовремя выдержать пост — могли это сделать в другое время.

## Обычаи в семейных отношениях
Большим грехом считалась измена жены мужу. Для мужчин такого запрета не было. Муж мог жениться и на другой женщине, предварительно спросив на это разрешение у первой жены. При смерти мужа, для сохранения честного имени вдовы, её выдавали за младшего брата умершего, племянника, сына брата. При смерти жены и уже уплаченном калыме, отец умершей должен был отдать вдовцу замуж её сестру, если калым не уплачен, сестра отдавалась при уплате вдовцом уменьшенного калыма.
В семейных отношениях башкир действовали правила избегания, при которых между женатые дети должны были избегать появление на виду у родителей в определённом месте и времени (родители жены уходили из дома во время посещения их дома зятя и др.). При этом учитывалось оплачен или нет калым.
При смерти родителей у башкир действовал миноратный порядок наследования, то есть имущество родителей получала старшая дочь или сын..
См. также: Свадебные обычаи башкир

### Почитание старших
Старейшины организовывали праздники, регулировали конфликты и были хранителями обычаев. От них молодые получали благословение на благополучный исход дела.

## Похороны и поминки
Согласно мусульманским обычаям, потомки обязаны с почестями предать земле тело своих предков как можно быстрее — в день смерти или на следующий день (обязательно до захода Солнца), справлять поминки, посвящая им молитвы .
Похороны включали в себя большое количество правил: трехкратное омывание, окутывание в саван, молитвы, особое рытье и обустройство могил (лахад, ярма). Хоронят мусульман без гроба.
У башкир существует обычай «Аят уҡытыу» (чтение Аята), являющийся составной частью поминальных и погребальных обрядов. Аят также читаются при въезде в новый дом или перед отправкой в дальний путь.
Запрещается наем профессиональных плакальщиц.

## Отношение к детям
Любовь к детям, стремление иметь большую семью традиционно для башкир. Само рождение ребёнка сопровождалось множеством обрядов. Беременные женщины могли не выполнять тяжелую работу, исполнялись все их прихоти. Женщины должны были смотреть только на красивое и не в коем случае не на безобразное.
Во время родов обращали внимание на обряд кувады — симуляции отцом родов. Отец должен был произнести слова — «Жена моя, разродись поскорее». Перед роженицей трясли пустым мешком, ударяли её пустым кожаным сосудом. Человек, сообщивший первым отцу сообщение о рождении у него ребёнка, получал подарок. В семье начинали праздновать праздник бишектуй — один из основных обрядовых праздников колыбели.
Детям башкиры передавали свои обычаи.
К башкирским обычаям относятся наречение родственников временными и специальными именами: Йейан, Кинзя, Кинйа и др.

## Гостеприимство
У башкир существуют обычаи щедрого гостеприимства со многими особенностями. Хозяева бывали рады и званым и незваным гостям. К незваным гостям башкиры относились уважительно, так как считалось, что любой зашедший в дом человек, может оказаться посланником Всевышнего или им самим, представшим в облике земного существа, и было бы большим грехом не пригласить, не угостить, не предложить ему приют. «Божью пищу черт пожалел», — гласит башкирская пословица. При появлении случайного гостя, хозяин начинал накрывать стол из лучших угощений. Считалось приличным гостить не более трех дней.
Чтобы корова у башкира не стала яловой, нельзя было хозяину подавать на стол, а гостю попробовать хозяйские молочные продукты.
Мытье рук гостем было обязательным перед едой, после принятия мясной пищи, перед уходом домой. Перед едой считалось необходимым сполоснуть рот.
При прощании гостей одаривали недорогими подарками, особенное внимание при этом уделялось одариванию грудного ребёнка, который ничего не мог съесть у хозяина, а потому, глядя вверх, мог его проклясть.

## «Ума»
Башкирский народный обычай коллективной взаимопомощи «ума» является одной из норм взаимоотношений в общине. Наиболее значимой формой «ума» являлся коллективный труд по благоустройству селений, строительству дорог и мостов, возведению мечетей и др., в котором участвовали в основном мужчины. Решение по его организации принимало собрание аксакалов - (аҡһаҡалдар ҡоро). Важное значение в жизни башкирской махалли имела «ума» при пожаре и др. стихийных бедствиях, проведении свадебных и погребальных обрядов. На «ума» при заготовке леса, строительстве дома, бани, амбара, вспашке, сенокосе, жатве, обмолоте снопов с помощью лошадей и др. созывали мужчин. Женщины собирались для совместной домашней работы: кошмоделия, сукноделия (тула баҫыу өмәһе), ткачества, обработки шерсти, размягчения холстов, прядения шерстяных (орсоҡ иләүөмәһе), коноплянных (киндер иләүөмәһе) и льняных (етен иләү өмәһе) нитей и вязания, подготовки приданого и т.д.
В ряде районов Башкортостана сложился традиционный обычай взаимопомощи «каз умахэ» (ҡаҙ өмәһе, от баш. ҡаҙ — гусь, өмә — помочь). Взаимопомощь заключалась, в частности, оказанием помощи в заготовке тушек гусей, уток. Обряд Каз умахэ проводился зимой или осенью при установлении снежного покрова. Приглашались девушки и молодые женщины (чаще невестки). После обработки тушек птиц их полоскали на водоёме. По дороге к водоёму проводился обряд «Ҡаҙ юлы» («Гусиная дорога») — дети разбрасывали гусиные перья, женщины произносили благопожелания об обильном приплоде, приговаривая, чтобы в будущем году гуси ходили этой дорогой. Исполнялись сольные и парные танцы, песни, такмаки. В домах готовилось чаепитие с блинами на гусином жиру, вечером — праздничное угощение из гусиного мяса и потрохов. К столу подавали мед, бузу, баурсак, чак-чак, блины, пекли балеш с гусиными потрохами.
Заготовкой мяса, стрижкой овец, жатвой, молотьбой и др. видами работ занимались как мужчины так и женщины. Башкирский обычай «ума» частично сохранился и встречается у башкир в позднем видоизмененном варианте, когда отдельная семья для выполнения срочной работы (заготовка леса, строительство дома, сенокос, жатва, обмолот и др.) приглашает родственников и соседей. Для угощения участников «ума» после завершения работ готовили традиционные блюда башкирской кухни (бишбармак, кумыс и др.).

## Праздники
До начала проведения посевных работ устраивались праздники Каргатуй, Майдан, после проведения полевых работ — праздник Сабантуй.
После проведения народных собраний, связанных с решением важных для башкирского народа вопросов, проводился праздник йыйын.
Кроме упомянутых праздников в РБ празднуются все государственные, религиозные, городские, детские и т. д. праздники.